# Гранд-Уотерфронт
Гранд-Уотерфронт (Grand Waterfront, 翔龍灣) — высотный жилой комплекс, расположенный в Гонконге, в округе Коулун-Сити. Построен в 2007 году по проекту компании DLN Architects & Engineers на месте бывшего газового завода компании The Hong Kong and China Gas. 
Стоимость комплекса составила 260 млн ам. долларов. Девелопером Grand Waterfront является компания Henderson Land. Комплекс насчитывает 1800 квартир, в подиуме расположен торговый центр Grand Waterfront Plaza.
В состав комплекса Grand Waterfront входят пять 58-этажных башен высотой 171 метр. Согласно другим данным, комплекс состоит из пяти башен — трёх 59-этажных (197 метров) и двух 58-этажных (171 метр), а также имеет подземный этаж.
В 2006 году лицом рекламной кампании Grand Waterfront стала австралийская модель и телеведущая Дженнифер Хоукинс.

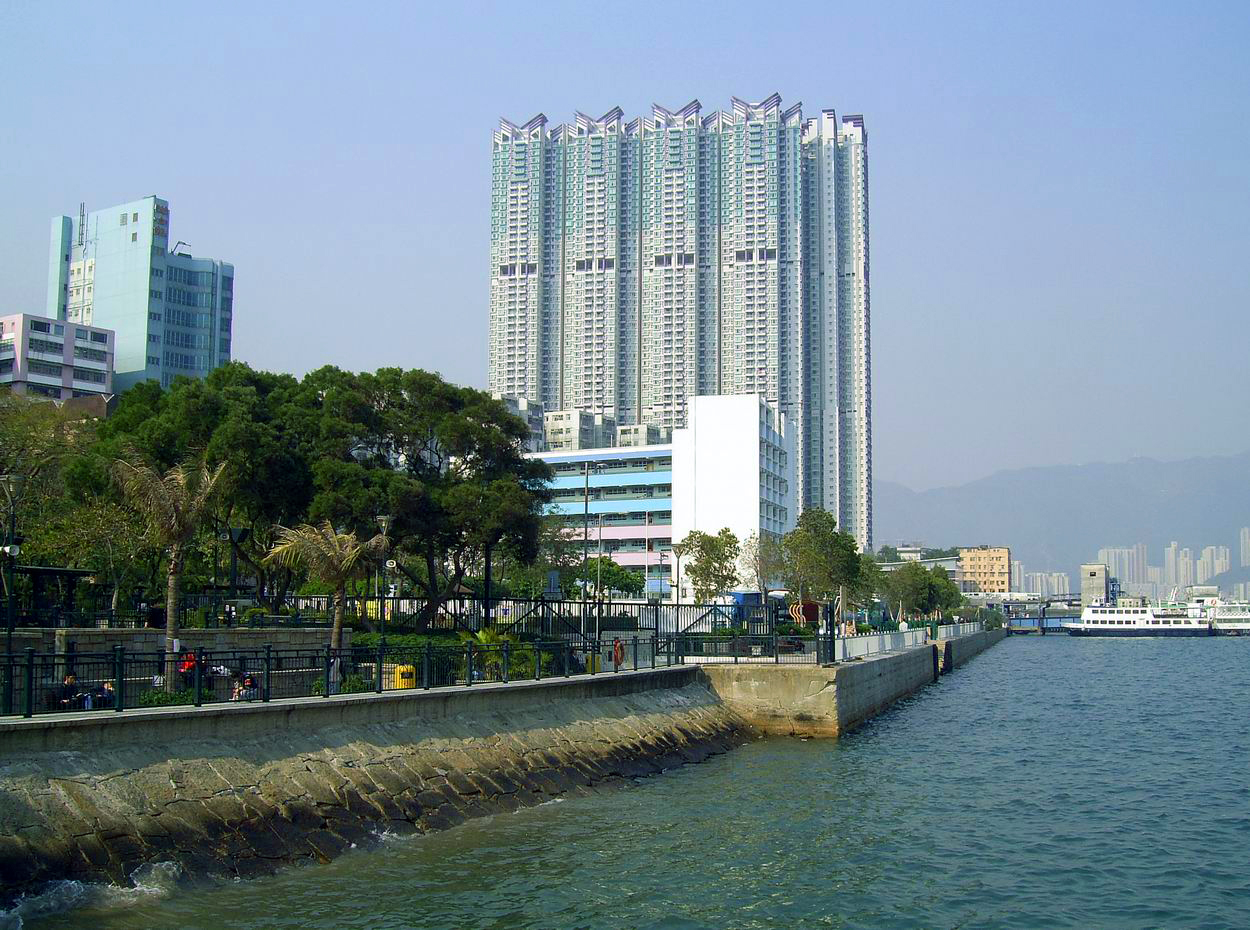
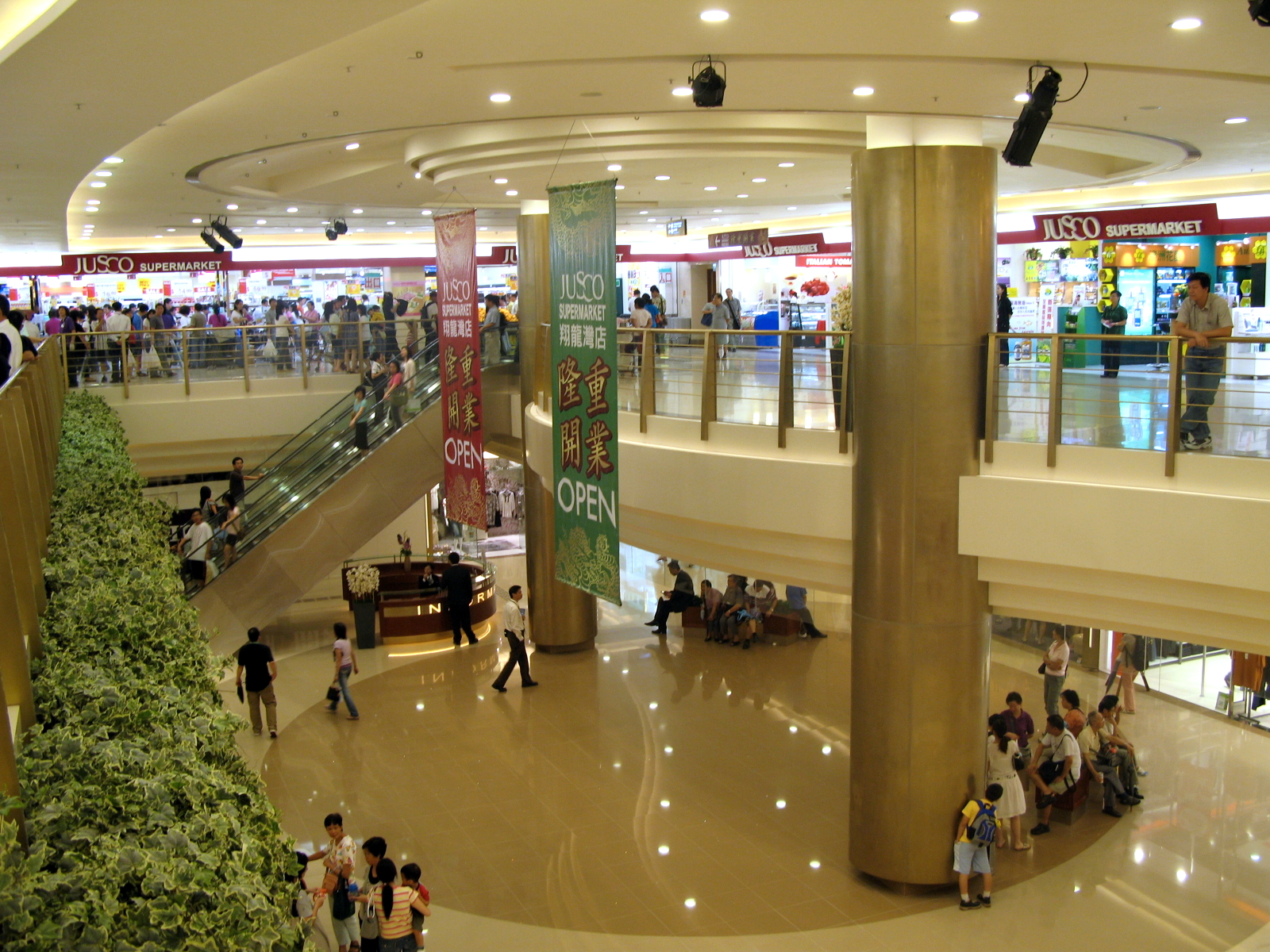